# Перри Мейсон (серия телефильмов)
Перри Мейсон (англ. Perry Mason), или Перри Мейсон возвращается (англ. Perry Mason Returns) — американская серия телевизионных фильмов в жанрах детективной и юридической драмы, являющаяся продолжением одноимённого классического телесериала по произведениям Эрла Стэнли Гарднера. Роли Перри Мейсона и его секретарши Деллы Стрит продолжили играть Рэймонд Бёрр и Барбара Хейл.

## История создания
Продюсер Дин Харгроув предложил возродить франшизу о Перри Мейсоне в 1985 году. Ему удалось убедить вернуться Рэймонда Бёрра и Барбару Хейл, причём Бёрр был согласен вернуться только при условии возвращения Хейл. Поскольку трое других постоянных участников сериала (Уильям Хоппер, Уильям Тэлман и Рэй Коллинз) к тому моменту давно скончались, вместо них были созданы новые оригинальные персонажи. В качестве частного детектива изначально фигурирует Пол Дрейк-младший, роль которого исполнил Уильям Кэтт, в реальной жизни являющийся сыном Барбары Хейл. В девятом фильме подзащитным становится студент юридического факультета Кен Малански (Уильям Мозес), который начиная с десятого фильма и до конца серии становится новым частным детективом на службе Мейсона.
Музыка из заставки оригинального сериала была немного переработана для заставки фильмов и исполнена композитором Диком ДеБенедиктисом.
Вместо Лос-Анджелеса съёмки, из соображений экономии бюджета, проходили в Торонто и Денвере.
После окончания съёмок 26 фильма Рэймонд Бёрр скончался от рака, и в последних четырёх фильмах (озаглавленных как Тайны Перри Мейсона) использовались другие протагонисты, хотя Барбара Хейл снялась до конца. Позже она рассказала, что съёмки этих дополнительных фильмов были инициативой Бёрра, желавшего, чтобы команда продолжала работать.

## Список фильмов
- Перри Мейсон возвращается (1985)
- Дело о печально известной монахине (1986)
- Дело о падающей звезде (1986)
- Дело о потерянной любви (1987)
- Дело о зловещем призраке (1987)
- Дело об убитой мадам (1987)
- Дело скандального хроникера (1987)
- Дело мстительно аса (1988)
- Дело девушки на озере (1988)
- Дело о смертельном уроке (1988)
- Дело о музыкальном убийстве (1989)
- Дело о звёздном убийце (1989)
- Дело об отравленной ручке (1990)
- Дело об отчаянном обмане (1990)
- Дело о заткнутом певце (1990)
- Дело дерзкой дочери (1990)
- Дело беспощадного репортёра (1991)
- Дело оклеветанного мафиози (1991)
- Дело о стеклянном гробу (1991)
- Дело фатальной моды (1991)
- Дело фатального фрэйминга (1992)
- Дело безрассудного Ромео (1992)
- Дело обиженной невесты (1992)
- Дело глубокого скандала (1993)
- Дело ведущего ток-шоу (1993)
- Дело об убийственном поцелуе (1993; выпущен после смерти Рэймонда Бёрра и посвящён его памяти)

### Тайны Перри Мейсона
- Дело злобных жён (1993; протагонист — Энтони Карузо в исполнении Пола Сорвино)
- Дело смертельного стиля жизни (1994; протагонист — «Дикий Билл» Маккензи в исполнении Хэла Холбрука)
- Дело строящего гримасы губернатора (1994; протагонист — «Дикий Билл» Маккензи)
- Дело ревнивого щутника (1995; протагонист — «Дикий Билл» Маккензи)